# Perkebunan Brussel
Perkebunan Brussel is een bestuurslaag in het regentschap Labuhan Batu Utara van de provincie Noord-Sumatra, Indonesië. Perkebunan Brussel telt 971 inwoners (volkstelling 2010).